# 1. VSV Jena 90
Der 1. VSV Jena 90 (1. Volleyballsportverein Jena 90 e.V.) ist ein Volleyball-Verein aus Jena, dessen 1. Männermannschaft in der Saison 2013/14 sowie seit 2018/19 in der Dritten Liga Ost spielt, die 1. Damenmannschaft spielt in der Regionalliga Ost und konnte 2024/25 die Meisterschaft holen.

## Geschichte und Struktur
Der Sportverein wurde 1990 gegründet und hat etwa 280 Mitglieder (Stand September 2022), die in unterschiedlichen Mannschaften leistungsorientiert Volleyball spielen. Etwa die Hälfte der Vereinsmitglieder sind Kinder und Jugendliche, die ihren Altersklassen entsprechend an Wettkämpfen im Bundesland Thüringen und im Kreisverband Nord-Ost (Kreise Weimar, Weimarer Land, Saale-Holzland-Kreis, Jena) teilnehmen.
In der Saison 2024/25 ist der 1. VSV Jena 90 e.V. in folgenden Ligen vertreten:
| Männer        | Frauen        |
| ------------- | ------------- |
| Dritte Liga   | Regionalliga  |
| Regionalliga  | Thüringenliga |
| Thüringenliga |               |
| Verbandsliga  |               |
| Bezirksliga   | Bezirksliga   |

| männliche Jugend        | weibliche Jugend        |
| ----------------------- | ----------------------- |
| U18 Landesmeisterschaft | U20 Kreismeisterschaft  |
| U16 Landesmeisterschaft | U16 Landesmeisterschaft |
| U14 Landesmeisterschaft | U14 Kreismeisterschaft  |

## 3. Liga Saison 2022/23
Das Team bestand aus 12 Spielern, als Trainer fungierte Christian Schumann, der von Anton Rogow als Co-Trainer unterstützt wurde. Mannschaftskapitän war Falko Ahnert. Organisatorisch wird das Team von Bertram Kögler und Frank Eberhardt betreut.

| Spieler        | Position     | Jahrgang |
| -------------- | ------------ | -------- |
| Falko Ahnert   | Außenangriff | 1991     |
| Bruno Bogatzki | Diagonal     | 1999     |
| Yannik Naumann | Mittelblock  | 2002     |
| Robert Büttner | Zuspiel      | 1983     |
| Hans Cipowitz  | Außenangriff | 1989     |
| Eric Turek     | Außenangriff | 2002     |
| Stephan Gräf   | Libero       | 1980     |
| Julian Müller  | Libero       | 2002     |
| Len Spankowski | Außenangriff | 2002     |
| Pepe Stauß     | Zuspiel      | 2000     |
| Franz Neumann  | Mittelblock  | 1989     |
| Paul Rüffer    | Mittelblock  | 1980     |

## Meistertitel der Regionalliga Ost der Damen 2024/25
Die Damenmannschaft des 1. VSV Jena 90 e.V. konnte in der Saison 2024/25 überraschend den Meistertitel in der Regionalliga Ost erringen. Mit einer beeindruckenden Bilanz von 19 Siegen aus 20 Spielen und einem Satzverhältnis von 59:15 sicherten sie sich mit 55 Punkten den ersten Platz in der Tabelle. Das Team blieb in der eigenen Halle unbesiegt und sicherte sich so den Meistertitel und das Aufstiegsrecht in die Dritte Liga knapp vor dem Damenteam des Chemnitzer VV.
| Spieler             | Position     |
| ------------------- | ------------ |
| Brabetz, Friederike | Außenangriff |
| Brand, Sophie       | Mittelblock  |
| Fiedler, Nina       | Diagonal     |
| Frings, Nele        | Mittelblock  |
| Huse, Lara          | Libera       |
| Meyer, Talea        | Mittelblock  |
| Mokelke, Hanna      | Diagonal     |
| Pilz, Nele          | Diagonal     |
| Scapucci, Serena    | Zuspiel      |
| Schmidt, Nele       | Außenangriff |
| Thuernagel, Anna    | Libera       |
| Vogel, Emma         | Mittelblock  |
| Zielke, Ava         | Außenangriff |
| Mosig, Sebastian    | Trainer      |
| Vestner, Vanessa    | Außenangriff |
| Schmidt, Marleen    | Mittelblock  |